# Poecilotheria fasciata
Poecilotheria fasciata is een spinnensoort in de taxonomische indeling van de vogelspinnen (Theraphosidae).
Het dier behoort tot het geslacht Poecilotheria. De wetenschappelijke naam van de soort werd voor het eerst geldig gepubliceerd in 1804 door Latreille.